# ПанСа
ПанСа Іст (англ. PanSa East Football Club) — самоанський футбольний клуб з міста Паго-Паго, який виступає в Сеньйор Ліг ФФАС (вищому дивізіоні національного чемпіонату). Чотириразовий переможець внутрішньої ліги (на даний час — Вищий дивізіон ФФАС), що робить їх найуспішнішим клубом Американського Самоа разом із «Паго Юз». Однак у наступні роки клуб намагався повторити цей успіх, але зайняв четверте місце в 2008 і 2009 роках та опустилися на п'яте місце в 2010 році.

## Досягнення
- Сеньйор-ліга ФФАС
  -  Чемпіон (4): 2000 (розділи з клубом «Вайлд Вайлд Вест»), 2001, 2002, 2005

## Виступи в змаганнях

### Клубний чемпіонат Океанії 2000/01
«ПанСа Іст» пройшов кваліфікацію на турнір, що проходив у Порт-Морсбі, Папуа Нова Гвінея, виграв національний чемпіонат. Переможець турніру продовжував представляти Океанію на клубному чемпіонат світу ФІФА 2001 року, допоки цей турнір не скасували. «ПанСа» виступав у групі B, до якої також входили «Тафеа» з Вануату, «Ас Венус» з Французької Полінезії, «Тіваті» з Самоа і «Тупапа» з Островів Кука. «ПанСа» зазнав чотирьох поразок та посів останнє місце. Однак дана інформація не розкриває всю правду про турнір. Насправді «ПанСа» добре розпочав турнір, зіграв внічию 1:1 з «АС Венус» та розгромно обіграв «Тупапа» 4:0. Однак Дисциплінарний комітет ОФК постановив, що 7 з 18 гравців клубу не мали права виходити на поле, а оскільки деякі з них виходили на поле проти «АС Венус» і «Тупапи», внаслідок чого суперники ПанСа отримали технічні перемоги з рахунком 2:0. Після цієї гри команда знялася з турніру, через що позбулася набраних очок, а останній суперник «Тіваві» завдяки цьому набрав три очки.

### Кубок Самоа 2002
У Кубку Самоа 2002 року брали участь провідні клуби з Американського Самоа та Західного Самоа, а також запрошені клуби з усієї Океанії, включаючи «Фіджі Флаєрс» з Нової Зеландії. «ПанСа» дійшов до фіналу, де зустрівся з представником Самоа «Лепеа». «Лепеа» отримала технічну перемогу після того, як «ПанСа» дискваліфікували за декілька хвилин до початку матчу, оскільки п'ять гравців їх команди не мали права виходити на поле та не були зареєстровані в Футбольній асоціації Американського Самоа.

### Офіційний чемпіонат 2002
ПанСа стали переможцями «Офіційного чемпіонату» Американського Самоа після того, як 14 команд повстали проти ФААС і сформували власну «лігу відокремлення». ПанСа виграв офіційний чемпіона, програв при цьому лише один матч, випередив на 8 очок свого найближчого суперника, «Утулей». Це чемпіонство стало для клубу третім поспіль.

### Юнацька літня ліга 2004
Команді «ПанСа» U-18/U-20 вдалося вийти до фіналу змагань, які проходили між сезонами 2003 та 2004/05 серед дорослих команд. Фінал відбувся 31 серпня між «ПанСа» та «Паго Юнайтед». По завершенні 90 хвилин на табло зберігався рахунок 1:1, у додатковий час виявити переможця також не вддалося, зрештою, в серії післяматчевих пенальті з мінімальним рахунком (2:1) «Паго Юнайтед» здобув перемогу.

### Сеньйор ліга ФААС 2004/05
Після того, як «ПанСа» потрапив до двох найкращих у своїй групі, вийшов у круговий турнір за участю двох найкращих команд від кожної групи. У вище вказаному раунді команда знову фінішувала серед двох найкращих команду, завдяки чому потрапила до фіналу чемпіонату, який зіграла 12 лютого проти «Коніки». ПанСа переміг з рахунком 1:0 і завоював свій 4-ий титул Сеньйор ліги ФААС.

### Сеньйор ліга ФААС 2007
| Місце | Клуб                   | Зіграних матчів | Перемоги | Нічиїх | Поразок | Очок |
| ----- | ---------------------- | --------------- | -------- | ------ | ------- | ---- |
| 1     | «Тафуна Джетс»         | 7               | 5        | 2      | 0       | 17   |
| 2     | «Паго іглз»            | 7               | 5        | 1      | 1       | 16   |
| 3     | «ПанСа Іст»            | 7               | 4        | 1      | 2       | 13   |
| 4     | «Утулей Юз»            | 7               | 4        | 1      | 2       | 13   |
| 5     | «Коніка Ейрбейз»       | 7               | 4        | 1      | 2       | 13   |
| 6     | «Ілаоа енд Тумата»     | 7               | 2        | 0      | 5       | 6    |
| 7     | «Оталі Місаса Католік» | 7               | 1        | 0      | 6       | 3    |
| 8     | «Ауа Олд Скул»         | 7               | 0        | 0      | 7       | 0    |

«ПанСа», «Утулей Юз» та «Коніка Ейрбейз» в запеклій боротьбі посіли 3-тє місце. Якби «ПанСа» потрапила до чила двох найкращих у своїй групі «Пул 2», вони б вийшли до півфіналу, але для цього клубу не вистачало на трьої очок. Помітні результати включають впевнену виїзну перемогу з рахунком 7:0 над «Оталі Місаса Католік» та неймовірну виїзну перемогу з рахунком 15:2 проти вилетілого «Оа Олд Скул» у першому турі нового сезону. Сезон виявився не найкращим для «Олд Скулз», який продовжував програвати всі свої матчі в групі.

### Сеньйор ліга ФААС 2008
| Місце | Клуб               | Зіграних матчів | Перемоги | Нічиїх | Поразок | Очок |
| ----- | ------------------ | --------------- | -------- | ------ | ------- | ---- |
| 1     | «Паго Юз»          | 12              | 11       | 1      | 0       | 34   |
| 2     | «Блек Роузес»      | 12              | 10       | 0      | 2       | 30   |
| 3     | «Ренегейдс»        | 12              | 10       | 0      | 2       | 30   |
| 4     | «ПанСа Іст»        | 12              | 8        | 0      | 4       | 24   |
| 5     | «Тафуна Джетс»     | 12              | 8        | 0      | 4       | 24   |
| 6     | «Лайон Гартс»      | 12              | 7        | 2      | 3       | 23   |
| 7     | «Фагаса Юз»        | 12              | 5        | 2      | 5       | 17   |
| 8     | «Фагатого»         | 12              | 5        | 0      | 7       | 15   |
| 9     | «Грін Бей»         | 12              | 4        | 1      | 7       | 13   |
| 10    | СКБУ               | 12              | 3        | 0      | 9       | 9    |
| 11    | Ріс Бразерс        | 12              | 2        | 1      | 9       | 7    |
| 12    | «Ілаоа енд Тумата» | 12              | 1        | 1      | 10      | 4    |
| 13    | «Утулей Юз»        | 12              | 0        | 0      | 12      | 0    |

Примітки: «Утулей Юз» дискваліфікували
«ПанСа Іст» розділив підсумкове четверте місце, незважаючи на поразку в перших двох турах сезону. Однак після цього команда виграла 4 з 5-ти матчів чемпіонату та міцно закріпилася у верхній третині турнірної таблиці. У 8-му турі завдяки хет-трикам Джеремі Адамса та Лоле Тануваси «ПанСа» розгромив СКБУ з рахунком 12:2, а також з рахунком 9:0 обіграв «Піс Бразерс» (завдяки дублям Джеремі Адамса та Епу Ганта), Фагатого з рахунком 6:2 у сезоні, в якому «Блек Роузес» посів друге місце в лізі, зокрема обіграли «Ілаоа енд Тумата» з рахунком 20:0.

### Сеньйор ліга ФААС 2009
| Місце | Клуб               | Зіграних матчів | Перемоги | Нічиїх | Поразок | Очок |
| ----- | ------------------ | --------------- | -------- | ------ | ------- | ---- |
| 1     | «Блек Роузес»      | 7               | 6        | 0      | 1       | 18   |
| 2     | «Ілаоа енд Тумата» | 7               | 6        | 0      | 1       | 18   |
| 3     | «Паго Юз А»        | 7               | 5        | 0      | 2       | 15   |
| 4     | «ПанСа Іст»        | 7               | 4        | 1      | 2       | 13   |
| 5     | «Фагаса Юз»        | 7               | 4        | 0      | 3       | 12   |
| 6     | «Тафуна Джетс»     | 7               | 3        | 1      | 3       | 10   |
| 7     | СКБК               | 7               | 3        | 0      | 4       | 9    |
| 8     | «Грін Бей»         | 7               | 1        | 0      | 6       | 3    |
| 9     | «Утулей Юз»        | 7               | 1        | 0      | 6       | 3    |
| 10    | «Паго Юз Б»        | 7               | 1        | 0      | 6       | 3    |

ПанСа другий рік поспіль фінішував на поважному четвертому місці в скороченій лізі. Команда здобула 4 перемоги, у тому числі на виїзді з рахунком 4:1 над «Паго Юз Б», з рахунком 2:1 над майбутніми чемпіонами «Блек Роузес», єдину поразку у сезоні над «Роузес». ПанСа здобув перемогу, незважаючи на те, що капітан команди Авеле Лалогафуафуа вилучив з поля через майже півгодини, також добре зіграв і воротар команди Сем Малоата. Сезон перервали після того, як на Американське Самоа обрушилося цунамі, зокрема постраждали райони, в яких базуються деякі клуби ліги.

### Сеньйор ліга ФААС 2010
| Місце | Клуб             | Зіграних матчів | Перемоги | Нічиїх | Поразок | Очок |
| ----- | ---------------- | --------------- | -------- | ------ | ------- | ---- |
| 1     | «Паго Юз А»      | 7               | 7        | 0      | 0       | 21   |
| 2     | «Вайлоатай Юз»   | 7               | 5        | 1      | 1       | 16   |
| 3     | СКБК             | 7               | 4        | 2      | 1       | 14   |
| 4     | «Лайон Гарт»     | 6               | 3        | 1      | 2       | 10   |
| 5     | «ПанСа Іст»      | 6               | 2        | 0      | 4       | 6    |
| 6     | «Лаулії»         | 6               | 2        | 0      | 4       | 6    |
| 7     | «Грін Бей»       | 7               | 0        | 1      | 6       | 1    |
| 8     | «Тафуна Джетс Б» | 6               | 0        | 1      | 5       | 1    |

«ПанСа Іст» потрапив до «Групи B», але не зміг повторити 4-те місце попереднього сезону, незважаючи на те, в лізі була менша кількість команд. У матчі першого туру «ПанСа» поступився з рахунком 0:5 майбутнього чемпіона «Паго Юз А», але компенсував це в третьому турі, після виїзної перемоги (7:1) над «Грін Бей». У передостанньому турі сезону «ПанСа» переміг «Лаулії» з рахунком 4:0 і завоював 5-те місце завдяки двом голам Тіто Туймасеве. Однак «ПанСа» не зіграв свою останню гру проти «Тафуну Джетс Б» через те, що «Тафуна» не змогла пройти кваліфікацію до плей-оф, навіть якщо б вони виграли.
Завдяки потаплянню до шістки найкращих команд ліги, «ПанСа» вийшов у плей-оф, але в попередньому раунді поступився «Лайон Гартс».

### Кубок Президента 2010
Таблиця нижче показує виступи «ПанСа» в Кубку Президента, де вони вийшли до півфіналу, але команді не пощастило здобути нічию на виїзді у всіх трьох своїх матчах. Нісан Пенітусі та Д'Анджело Еррера відзначилися голами за «ПанСа» в матчі першому раунді проти «Тафуни Джетс А», у той час як «Суга Фасція» та автогол допомогли їм здобути перемогу над «Грін-Бей» з рахунком 4:1 у чвертьфіналі. Суперники «ПанСа» у півфіналі, Вайлоатай Юз, переміг у фінальному матчі в додатковий час з рахунком 3:2 «Лайон Гарт».
| Раунд      | Суперник             | Результат |
| ---------- | -------------------- | --------- |
| 1-й раунд  | «Тафуна Джетс А» (в) | В 1-2     |
| 1/4 фіналу | «Грін Бей» (в)       | W 1-4     |
| 1/2 фіналу | «Вайлоатай Юз» (в)   | L 3-1     |

Ключ: (в) = виїзний матч, В = Перемога «ПанСа», П = Поразка «ПанСа».

### Сеньйор ліга ФААС 2012
Зміни в структурі футбольної ліги, внесені ФААС у серпні 2012 року, включаючи впровадження системи підвищення/пониження, означали, що «ПанСа» вперше в своїй історії розпочала сезон 2012 року у другому дивізіоні Американського Самоа. 10 серпня 2012 року ОФК підтвердила клуб як одна з восьми команд другого дивізіону. Клуб чудово розпочав сезон 2012 року, 11 серпня 2012 року переміг у першому матчі (4:0) «Ілаоа енд Тумата».

## Жіноча команда
«ПанСа» також має жіночу команду. Клуб посів друге місце в жіночій національній лізі 2009 року, набрав 13 очок у п'яти поєдинках. Вони поступалися «Блек Роузес», які виграли всі свої матчі. Сезон ліги повинен був складатися з 7 турів, але був припинений після цунамі, яке вплинуло на клубні поля, зокрема й «ПанСа», й пошкодило деякі будинки гравців. Результати «ПанСА» в сезоні 2009 року включали розгромну виїзну перемогу з рахунком 19:0 над «Лайон Гарт» у 2-му раунді та перемоги з рахунком 5:1 над «Ілаоа енд Тумата» та «Грін Бей» у 4 та 5 турі відповідно. Жіноча команда «ПанСа» були чинними чемпіонами (сезон 2008) у Національній лізі 2009 року за тур до завершення сезону.
Тим не менш, сезон 2010 року склався не так добре для «ПанСа», клуб займав 7-е місце, за два тури до завершення, і зайняв невтішне 8-ме місце. У 2011 році команда посіла четверте місце з семи команд у групі А, набрав дев’ять очок. Потрапив в четвірку найкращих, «ПанСа» кваліфікувався до першого дивізіону наступного сезону.
У травні 2012 року жіноча команда «ПанСа» увійшла до 5-командної чемпіонату ФААС. Клуб програв свою першу гру, 12 травня з рахунком 5:13 «Джетс», зазнав поразки від «Паго Юз» з рахунком 1:2 у матчі другої ліги.

#### Статистика 2010 року
| Суперник       | Результат |
| -------------- | --------- |
| «Блек Роузес»  | П 1:7     |
| «Паго Юз»      | Н 2:2     |
| «Тафуна Джетс» | П 1:4     |
| «Ківі Соккерс» | В 3:1     |
| «Фагатого Блу» | В 3:0     |
| «Утулей Юз»    | П 0:3     |

Легенда: В = перемоги «ПанСа», Н = нічиї «ПанСа», П = поразки «ПанСа»
Прримітки: ПанСа 3:0 «Фагатого Блу» призначено технічну перемогу.

#### Досягнення
- Жіноча національна ліга Американського Самоа
  -  Чемпіон (1): 2008